# OSTM1
OSTM1‏ (Osteopetrosis associated transmembrane protein 1) هوَ بروتين يُشَفر بواسطة جين OSTM1 في الإنسان.